# As-Saffat
As-Saffat (arabisch الصافات, DMG aṣ-Ṣāffāt ‚Die in Reih und Glied stehen‘; ‚Die sich reihen‘) ist die 37. Sure des Korans, sie enthält 182 Verse. Die Verkündigung der Sure gehört in die Anfänge der zweiten mekkanischen Periode (615–620).
Der Name der Sure ist ein Hinweis auf ihre klare Gliederung. Die ersten drei Verse bestehen, ähnlich wie zu Beginn vieler anderer Suren, aus einer Reihe von Schwüren, an die sich der Lobpreis Gottes als Schöpfer von Himmel und Sternen als „Schutz vor jedem rebellischen Satan“ anschließt. Dies gilt als Ausdruck von Mohammeds Auseinandersetzung mit den mekkanischen Polytheisten, denen mit dem Tag des Gerichtes gedroht wird. Vers 35 enthält den Beginn des islamischen Glaubensbekenntnisses: Lā ilāha illā ʾllāh(u) / لا إله إلا الله / ‚Es gibt keinen Gott außer Gott‘. Nach der Beschreibung der Wonnen der Paradiesgärten, der Schrecken der Hölle und des verfluchten Zaqqūm-Baumes mit giftigen Früchten folgt ab Vers 73 die Erwähnung prophetischer Warner, die jeweils mit demselben Refrain abgeschlossen wird: 
„Und wir ließen seinen/ihren Ruf unter den späteren Generationen fortbestehen. Friede sei über Noah/Abraham/Mose und Aaron/Elias! So entlohnen wir die Rechtschaffenen. Er gehört/Sie gehören zu unseren gläubigen Dienern.“
Im Abschnitt über Abraham kommt seine Auseinandersetzung mit den Götzendienern seiner Heimatstadt zur Sprache sowie die Opferung seines Sohnes, der hier namenlos bleibt und deshalb von muslimischen Autoren mit Ismael identifiziert wird. Nach einer weiteren Erwähnung von Lot und Jona wird ab Vers 149 die Auseinandersetzung mit den Polytheisten wieder aufgenommen. Die Sure schließt mit dem Bruch zwischen Mohammed und den ungläubigen Mekkanern und dem wiederholten Lobpreis Gottes.